# Wayne Allwine
Wayne Allwine (ur. 7 lutego 1947 w Glendale, zm. 18 maja 2009 w Los Angeles) – amerykański aktor głosowy i dźwiękowiec. Trzeci oficjalny głos Myszki Miki, któremu dotychczas użyczał głosu najdłużej – 32 lata.

## Kariera
Wayne Allwine zaczął użyczać głosu Myszce Miki po tym, jak będący na emeryturze Jimmy MacDonald w roku 1977 przekazał mu tę rolę.
Pierwszy raz Allwine użyczył głosu Mikiemu w programie Mickey Mouse Club. Oficjalnie przyjęło się jednak, że pierwszy raz użyczył mu głosu w krótkometrażowej animacji Opowieść wigilijna Myszki Miki. W tym samym filmie zagrał również jedną z łasic-grabarzy w scenie przyszłych świąt i starca na ulicy.
Najsłynniejsze role Myszki Miki z udziałem Wayne’a Allwine’a to: disnejowska wersja Księcia i żebraka, Mickey, Donald, Goofy: Trzej muszkieterowie, Produkcje Myszki Miki, Café Myszka, oraz japońsko-amerykańskie gry jRPG Kingdom Hearts, w których Miki gra Króla Disnejowskiego Królestwa.
Allwine pracował również przy efektach dźwiękowych do takich filmów jak: Plusk, Interkosmos, Obcy przybysze oraz Star Trek V: Ostateczna granica.

## Życie osobiste
W 1991 roku poślubił aktorkę Russi Taylor, która od 1986 roku do swej śmierci w 2019 roku użyczała głosu miłości Myszki Miki – Myszce Minnie. Obydwoje zostali uhonorowani w 2008 roku tytułem: „Legendy Disneya”.

## Śmierć
Zmarł 18 maja 2009 roku z powodu problemów z cukrzycą. Anglojęzyczna wersja gry Kingdom Hearts: 358/2 Days, w której Allwine użyczył głosu Myszce Miki, została zadedykowana jego pamięci.